# Adalbert Luczkowski

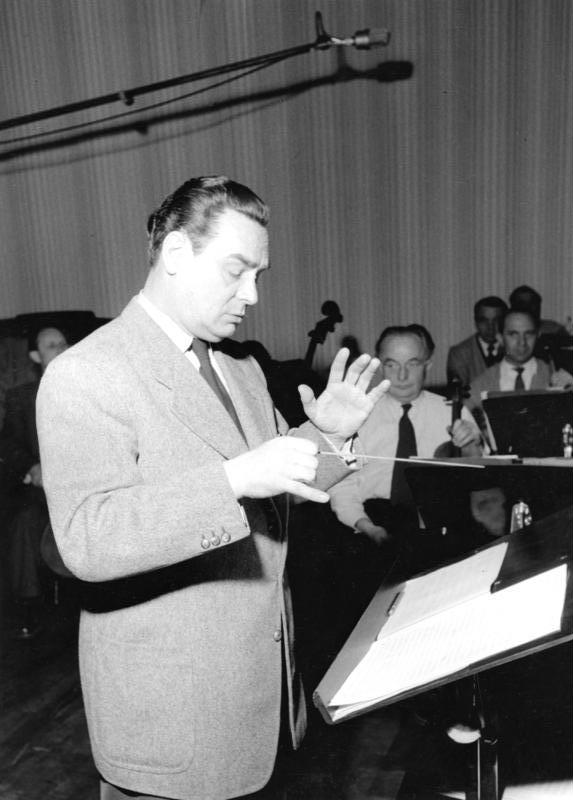
Adalbert Luczkowski (1954)

Adalbert Luczkowski (* 8. Dezember 1900 in Berlin; † 27. März 1971 in Köln) war ein deutscher Dirigent und Orchesterleiter.

## Erste Jahre
Die Eltern zogen Anfang 1900 von Dresden nach Berlin-Reinickendorf, wo Sohn Adalbert geboren wurde. Sein älterer Bruder war der spätere Pianist Edmund (* 1899 in Dresden), der jüngere Bruder „Waldi“ Waldemar (* 1904 in Berlin; † 1952) wurde Schlagzeuger. Der hochbegabte Violinist Adalbert „Alli“ Luczkowski trat im Alter von neun Jahren in das Berliner Scharwenka-Konservatorium ein und spielte bereits 1915 im Blüthner-Orchester, das im zum Scharwenka-Konservatorium gehörenden „Blüthner-Saal“ sein Domizil hatte. Von der sinfonischen Musik des Blüthner-Orchesters wechselte Adalbert Luczkowski endgültig in die Tanzmusik, als er 1916 bei Marek Webers Tanzorchester anfing. Seine erste eigene Band gründete er im Jahre 1919. Bei Schallplattenaufnahmen tauchte er ersichtlich erstmals in der Besetzung des Orchesters Mitja Nikisch im Herbst 1929 mit Bruder Waldemar in Nikischs „symphonisch besetzten Orchester“ auf, im Herbst 1931 spielte er bei den Royal Orpheans, der Band des holländischen Trompeters Louis de Vries. 
Nach einem kurzen Aufenthalt in Spanien ab April 1933 kehrte er im September 1933 nach Deutschland zurück. Hier machte er zusammen mit seinem Bruder Waldemar im selben Monat Plattenaufnahmen für das Orchester von Robert Gaden. Für Paul Godwin tauchte er mit Bruder am 16. September 1933 in Berlin bei Plattenaufnahmen auf (Dämmerung / Orientexpress; Electrola EG 2859). Erneut zusammen mit seinem Bruder war er im November 1934 Gründungsmitglied der reinen Studioband Die Goldene Sieben, die sich einen legendären Ruf zulegte; Waldemar gilt als Erfinder des Bandnamens Goldene Sieben. Sie wird 1935 das offizielle Tanzorchester des Deutschlandsenders. Beide blieben beim Septett bis August 1939.

## Kriegsjahre
Zwischen 1936 und 1941 wirkte Adalbert Luczkowski bei Filmmusiken für die Grammophon- und Filmgesellschaft als Kapellmeister mit. Zwischen August 1941 und März 1942 war er in die musikalische Truppenbetreuung involviert. Als Propagandaminister Goebbels im September 1941 den Film-Komponisten Franz Grothe mit der Gründung eines großen Orchesters zur Aufführung moderner Tanz- und Unterhaltungsmusik im deutschen Rundfunk beauftragte, rekrutierte Grothe 38 hochkarätige Musiker. Als Co-Leiter des Deutschen Tanz- und Unterhaltungsorchester genannten Klangkörpers fungierte Georg Haentzschel, als Assistent Horst Kudritzki. Die Auswahl und Anwerbung der Musiker war im April 1942 abgeschlossen. Adalbert Luczkowski wurde dort in die Streichergruppe berufen, in welcher er bis Mai 1945 als Violinist tätig war. Er fungierte dort jedoch nicht – wie zuweilen behauptet wird – als Konzertmeister (das war Kurt Henneberg). Am 27. März 1944 fand eine Versammlung statt, auf der das Orchester diszipliniert werden sollte. Luczkowski hatte sich hier mit Trompeter Hendrik Bruyns durch opponierende Zwischenrufe hervorgetan.

## Nachkriegszeit
Eine Stelle als Konzertmeister bekam Luczkowski im Juni 1945 beim Rundfunk Hamburg, wo er bis Oktober 1945 blieb. Zwischen November 1945 und April 1947 verbrachte er beim Tanzorchester Bremen, ab Mai 1947 war er Leiter des Frankfurter Radio- und Tanzorchesters bis Oktober 1947. 
Am 13. November 1947 erhielt Luczkowski den Posten des Kapellmeisters des Tanz- und Unterhaltungsorchesters beim NWDR Köln; nach der Trennung in zwei Rundfunkanstalten blieb er ab Januar 1956 beim WDR in Köln. Das von ihm geleitete Tanz- und Unterhaltungsorchester des WDR wurde neben dem Orchester von Kurt Edelhagen im Radio für fast alle Sendungen eingesetzt, in denen Musik ein Teil der Programmgestaltung war. Anstelle der Originalaufnahmen spielte es meist instrumentale Eigenproduktionen und erlangte schnell große Popularität. Luczkowskis Fernsehauftritte mit dem Orchester begannen am 29. August 1953 in der Fernsehsendung Stars und Sterne aus dem Apollo-Theater (Düsseldorf).
Mit seinem Orchester begleitete Luczkowski auch bei Schallplattenaufnahmen zahlreiche Schlagerinterpreten wie René Carol bei Fern von der Heimat und ferne von Dir (1950; EG 7424), Der Südwind, der weht (Juni 1951; EG 7614), Rote Rosen, rote Lippen, roter Wein (aufgenommen am 8. Juni 1952), die mit über 750.000 verkauften Exemplaren die erste deutsche Goldene Schallplatte der Nachkriegszeit war oder Jede Nacht klingt in Abbazia (23. März 1954). Luczkowskis Orchester wurde unter den deutschen Tanzorchestern zum Rekordhalter, denn allein für René Carol kam es auf 92 Einsätze. Sein Tanzorchester begleitete auch Gerhard Wendland (Der rote Bill von Golden Hill; Mai 1953), Bibi Johns (Sehnsucht, 2. November 1953, EG 8019; Bella Bimba, 26. Oktober 1953; EG 8020), Eddie Constantine (Schenk Deiner Frau (doch hin und wieder rote Rosen)) (April 1955; EG 8172), Ich wünsch Dir einen schlaflosen Abend (Dezember 1956; EG 8560), Wolfgang Sauer (So verliebt, 1954, EG 8144; Aus der Ferne ruf ich Dich, Dezember 1955, EG 8554), Peter Alexander (In Sorrent / Nicolo, Nicolo, Nicolino 1953, Austroton 9594V; Es war in Napoli vor vielen, vielen Jahren, 1. Juni 1954, Austroton 9615V), Caterina Valente (Komm‘ ein bisschen mit nach Italien, 18. Oktober 1955, Polydor 50116; Melodie D’Amore, 29. Januar 1957, Polydor 50520), Fred Bertelmann (Arreviderci Roma / Hochzeitstag, 30. September 1955, EG 8527; Der Perlentaucher von Santa Margerita, 30. Juni 1956, EG 8620), Margot Eskens (In dem kleinen Café, Februar 1957, Polydor 24361), Angèle Durand (Adieu Monsieur / So ist Paris, September 1956, EG 8617; aus dem Film Oh-la-la Cherie, Premiere in Frankreich: 28. März 1956), Udo Jürgens (Wo mag die Liebe sein, B-Seite von Jenny; September 1960, Polydor 66819) oder Bill Ramseys Nummer-eins-Hit Pigalle (Die große Mausefalle) (6. Januar 1961).

## Eigene Plattenaufnahmen und Mitwirkung in Filmen
Ersichtlich seit 1953 entstanden auch eigene Plattenaufnahmen des Orchesters. Hierzu gehören vor allem Rumba Tambah (21. Dezember 1953; EG 8035), Eine Melodie geht um die Welt (März 1954; Polydor 22179), Diamantina (April 1956; Phillips 344 789), Picadilly-Lilly (Mai 1959; Polydor 24 008), Peter Stuyvesant-Marsch (Mai 1960; Polydor 24 219) oder Tschiou, Tschiou (1960). Im Kinofilm Südliche Nächte (Premiere: 8. Dezember 1953) spielte er den Bandleader eines Orchesters. Es folgten So ein Millionär hat's schwer (18. Dezember 1958) oder Salem Aleikum (3. Dezember 1959). 
Adalbert Luczkowski leitete bis zu seiner Pensionierung im Dezember 1965 das WDR-Tanzorchester. Am 1. Januar 1966 trat Luczkowski in den Ruhestand und verstarb fünf Jahre später in Köln.